# Герзель-аул (укрепление)
Герзель-аул — русское военное укрепление, которое было расположено на левом фланге Кавказской линии укреплений и входила в состав так называемой «передней Кумыкской линии».

## География
Располагалась на левом берегу реки Аксай у южной окраины современного села Герзель-Аул Гудермесского района Чечни.

## История
В 1820 году для укрепления левого фланга Кавказской линии и для защиты от набегов чеченцев на земли Аксаевского княжества и к городу Кизляру в бывшей калчалыковской «деревне» Горяченской (Истису) русским военным командованием строится укрепление Неотступный стан. Работы проводятся полковником Верховским под личным наблюдением командующего Кавказской линией генерал-майора Сталя. Осенью по окончании строительства войска перешли к небольшому аулу Герзель-аул, где создали укреплённый военный пост для защиты уже самого центра княжества селения Аксай. На посту расположилась одна рота 43-го егерского полка.

В июле 1825 года укрепление подверглось осаде во время мятежа. В 1824 году мулла Мухаммед из аула Майртуп объявил себя шейхом и призвал к газавату против неверных. Около 4000 чеченцев осадили укрепление Герзель, к ним примкнули жители Аксая. После разгрома мятежа, генерал-лейтенант Д. Т. Лисаневич потребовал схватить и наказать всех участников мятежа из Аксая. С этой целью он приказал старшему князю майору М. Х. Уцмиеву доставить в укрепление Герзель 300 почётнейших старшин кумыкского аула. 16 июля 1825 года в ходе допроса старшин генерал-лейтенант Д. Т. Лисаневич и генерал-майор Н. В. Греков были убиты одним из старшин, Учаром Гаджи.

В 1840 году, через несколько лет после очередного нападения на Старый Аксай и для защиты войск стоящих в нём, генерал-адъютьютантом Граббе было принято решение о перестройке укрепления.

## Известные люди, побывавшие в крепости
- Убийца Михаила Лермонтова, проходивший службу в укреплении Герзель-Аул в составе Гребенского казачьего полка, Николай Мартынов сочинил поэму «Герзель-аул»[3].

## Крепость в искусстве

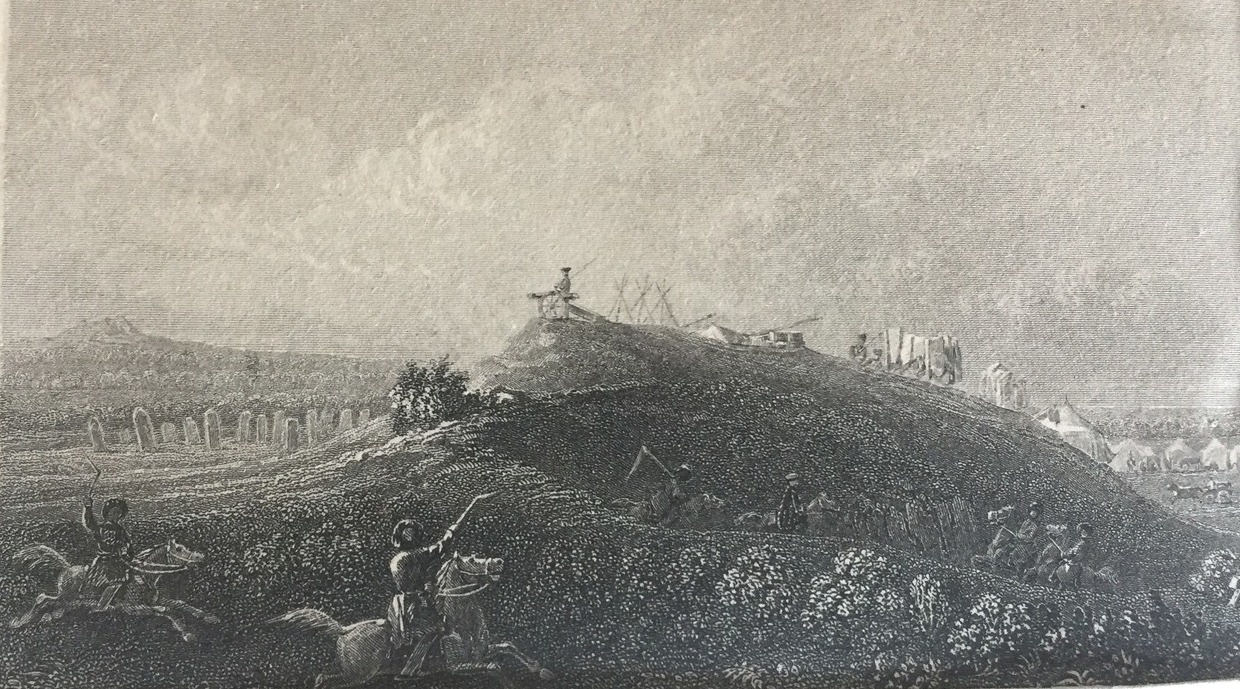
Артиллерийский пикет под крепость Герзель-Аул.
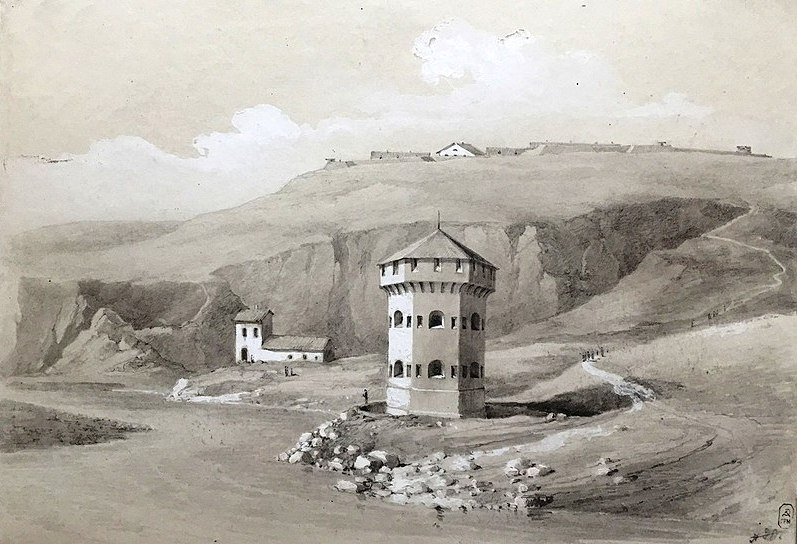
Башня под крепостью, 1830-е
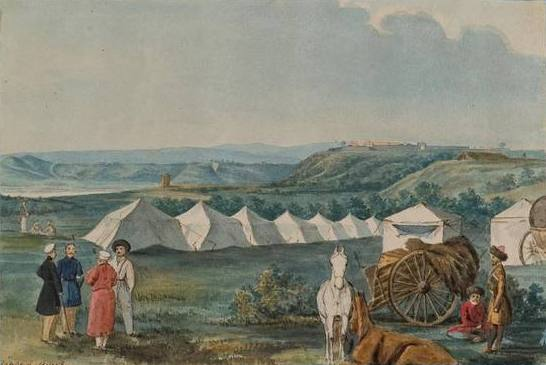
«Герзель-аул». Рисунок из «Кавказского» альбома, начало 1840-х
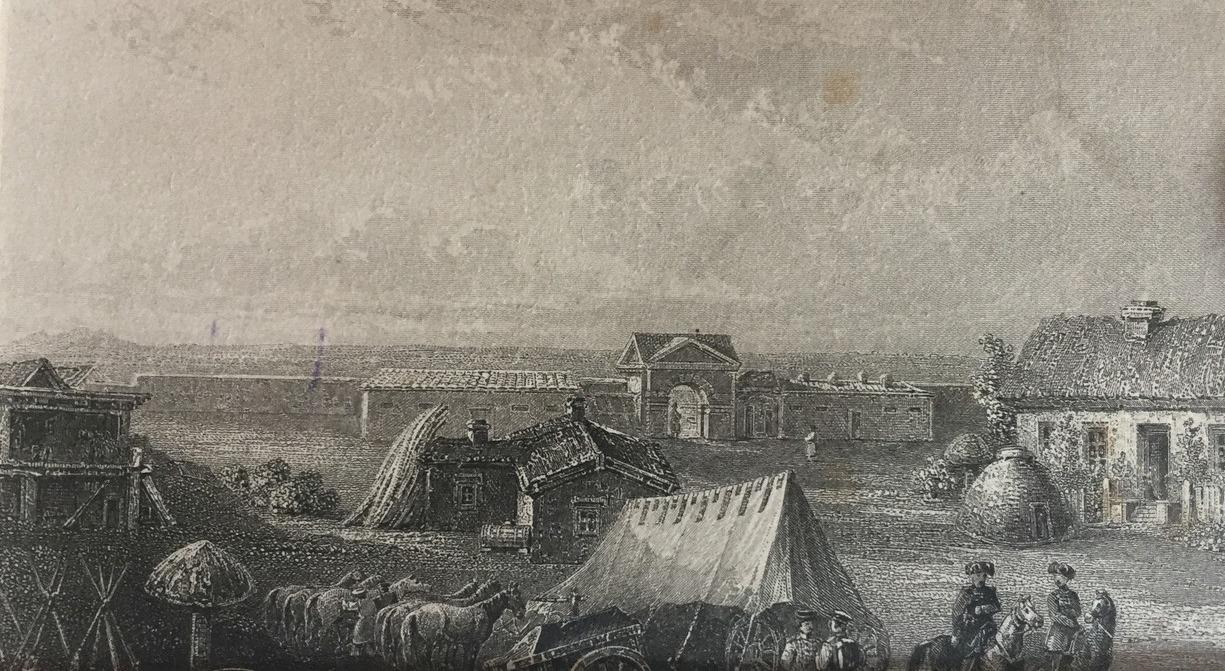
Крепость Герзель-Аул. Гравюра Уильяма Флойда, 1864 год

### В поэзии
Поэма «Герзель-аул» является документально точным описанием похода в Чечне 1840 года, в котором сам Мартынов принимал деятельное участие:
Крещенье порохом свершилось,
Все были в деле боевом;
И так им дело полюбилось,
Что разговоры лишь о нём;
Тому в штыки ходить досталось
С четвёртой ротой на завал,
Где в рукопашном разыгралось,
Как им удачно называлось,
Второго действия финал.
Вот от него мы что узнали:
Они в упор на нас стреляли,
Убит Куринский офицер;
Людей мы много потеряли,
Лёг целый взвод карабинер,
Поспел полковник с батальоном
И вынес роту на плечах;
Чеченцы выбиты с уроном,
Двенадцать тел у нас в руках…
Джигиты смело разъезжают,
Гарцуют бойко впереди;
Напрасно наши в них стреляют…
Они лишь бранью отвечают,
У них кольчуга на груди;